# Grêmio Barueri (piłka siatkowa kobiet)
Grêmio Barueri, brazylijski, żeński klub siatkarski powstały w 1989 r. z bazą w mieście Barueri w stanie São Paulo. Obecnie drużyna występuje w Superlidze pod nazwą Hinode Barueri. W latach 2017–2019 w klubie występowała reprezentantka Polski Katarzyna Skowrońska-Dolata.
Na początku działał klub wyłącznie na poziomie młodzieżowym. Aż do 2013 roku, po odejściu klubu z Jacareí, zajął miejsce tej drużyny w Superlidze. Występowanie w rozgrywkach w Brazylii trwała krótko poprzez szóste miejsce w Mistrzostwach Paulista i dziewiąte w Superlidze w sezonie 2013/2014. Po nieudanym sezonie i brak sponsorów, klub wyłącznie skupił się na młodzieży. Dzięki wsparciu ekonomicznego i trenerowi José Roberto Guimarães klub ponownie istniał. W 2016 roku klub wygrał turniej Silver Cup, który pozwala na uczestnictwo w Superlidze B w sezonie 2016/2017. Poprzez zajęcie pierwszego miejsce w Superlidze B w sezonie 2016/2017, klub awansował do Superligi A.

## Kadra

### Sezon 2018/2019
- 1.  Milka Marcilia
- 2.  Natalia Araujo
- 3.  Danielle Lins
- 4.  Maira Cipriano
- 6.  Thaísa
- 7.  Lays Fernanda Freitas
- 9.  Vivian Pellegrino
- 10.  Tainara Santos
- 13.  Amanda Campos Francisco
- 14.  Sara Dias
- 16.  Juma da Silva
- 17.  Katarzyna Skowrońska-Dolata
- 19.  Elina Rodríguez

### Sezon 2017/2018
- 1.  Natália Araújo
- 2.  Daniela Terra Guimarães
- 3.  Érika Coimbra
- 4.  Edinara Brancher
- 6.  Ana Cristina Porto
- 7.  Saraelen Lima Ferreira
- 8.  Jaqueline
- 9.  Suelle Oliveira
- 10.  Tainara Santos
- 11.  Carli Lloyd
- 12.  Naiane Rios
- 13.  Francynne Jacintho
- 14.  Sara Aparecida Dias da Silva
- 15.  Fernanda Isis da Silva
- 16.  Thaísa
- 17.  Katarzyna Skowrońska-Dolata
- 18.  Ariele Cristine Ferreira

### Sezon 2016/2017
- 1.  Rosane Maggioni
- 2.  Daniela Terra Guimarães
- 3.  Érika Coimbra
- 4.  Suelle Oliveira
- 6.  Ana Cristina Porto
- 7.  Michelle Coelho Lemos Daldegan
- 8.  Ariele Cristine Ferreira
- 10.  Viviane de Góes Araújo
- 11.  Anna Júlia Cardozo Batista
- 12.  Paula Neves Magalhães de Barros
- 14.  Sara Aparecida Dias da Silva
- 15.  Fernanda Isis da Silva
- 17.  Tainara Santos